# Ian Carey
Ian Carey (Maryland, 13 de septiembre de 1975-20 de agosto de 2021) fue un disc jockey estadounidense del género house. Su primer sencillo data de 2002, y desde entonces ha lanzado multitud de sencillos así como realizado una gran cantidad de remezclas de otros grupos y DJ.
En enero de 2009 había vendido más de un millón de discos en todos los formatos, y había conseguido un disco de oro en Australia con su sencillo "Get Shaky", que llegó al segundo puesto en las listas de éxitos australianas, incluso por delante de artistas más conocidas como Beyoncé y Britney Spears.
En Europa probablemente el sencillo más conocido se titula "Keep on Rising" lanzado en al final de 2007, que llegó al puesto número 10 de los 40 principales de Países Bajos y estuvo un total de 12 semanas en dicha lista.

## Biografía
Ian Carey, comenzó a mezclar sonidos de forma profesional en 1993 y a partir de 1998 emprendió una carrera como productor de éxitos a través de las productoras Gfabuloso Records y Elan Recordings. 
Ian creció en una pequeña localidad de Maryland, EE. UU., a unas dos horas por carretera de Washington. Desde muy pequeño estuvo rodeado de artistas pues su padre era un ingeniero de música en directo y trabajó para grupos como the Kool & The Gang y The Duke Ellington Orchestra, y su madre tocaba la guitarra y cantaba, como hobby. A partir de los siete años empezó a acompañar a su padre por todo el país, de concierto en concierto, y es aquí cuando descubrió la música “dance”. 
Después de terminar sus estudios, trabajó en una tienda de discos, donde se hizo aficionado de géneros como el hip hop y la música house y obtuvo el equipo para sus propias producciones. Su primer lanzamiento "Rise" junto a Jason Papillon bajo el nombre Soul Providers con Michelle Shellers en las voces, se convirtió en un éxito en las pistas de baile en el Reino Unido e incluso llegó a las listas oficiales en 2001.
En 2003 se alejó de Estados Unidos y se mudó a Europa, donde trabajó con Eddie Amador (Mochico) bajo el nombre de proyecto musical Saturated Soul. También lanzó producciones bajo su propio nombre o como "Ian 45 Carey" y se convirtió en un requerido remixer.
En 2007, gozó del éxito en toda Europa con una nueva versión de "Rise" bajo el nuevo título "Keep On Rising", nuevamente con la colaboración de Michelle Shellers. Alcanzó el número 10 en el Top 40 en los Países Bajos. Además, el siguiente sencillo "Redlight" fue particularmente exitoso en su hogar adoptivo, los Países Bajos.
En el mismo año, también se lanzó como The Ian Carey Project. Con el segundo lanzamiento bajo este nombre, tuvo su mayor éxito hasta el momento. El sencillo "Get Shaky" apareció a finales de 2008, primero en Australia, donde alcanzó el número 2 en las listas de éxitos y recibió la certificación de platino por 100.000 copias vendidas. En el verano boreal de 2009, "Get Shaky" se lanzó en el Reino Unido y también escaló inmediatamente entre los 10 mejores de las listas.
En 2011 Ian publicó junto an Snoop Dogg y Bobby Anthony su sencillo "Last Night", que también fue remezclado por Afrojack.
Desde 2013 trabajó en los proyectos musicales llamados Aubergine MACHINE y Princeton Rejects.
Falleció el 20 de agosto de 2021 por causas desconocidas.

## Discografía

### Sencillos
Como Soul Providers (junto a Jason Papillon)
- 1999 "Rise" (con Michelle Shellers)
- 2001 "I Don't Know"
- 2001 "Try My Love"
- 2002 "Let the Sunshine In"

Como Ian Carey:
- 2002 "Drop Da Vibe"
- 2004 "Illicit Funk"
- 2004 "Nonstop"
- 2005 "Give Up The Funk"
- 2005 "Prince Uptown"
- 2005 "Say What You Want" (junto a Mochico con Miss Bunty)
- 2007 "Keep On Rising" (con Michelle Shellers)
- 2008 "Redlight"
- 2009 "SOS"
- 2009 "Shot Caller"
- 2010 "Hoodrat Stuff"
- 2011 "Last Night" (con Snoop Dogg & Bobby Anthony)
- 2012 "Amnesia" (con Timbaland, Rosette & Brasco)

Como Ian Carey Project:
- 2007 "Love Won't Wait"
- 2008 "Get Shaky"
- 2010 "Let Loose" (con Mandy Ventrice)

## Éxitos Musicales

### Ian Carey and Michelle Shellers - Keep On Rising
| Lista                   | Posición máxima |
| ----------------------- | --------------- |
| Dutch Top 40            | 10              |
| Bulgaria Singles Top 40 | 30              |
| Italy Singles Top 50    | 31              |

### The Ian Carey Project - Get Shaky
| Lista                             | Posición máxima |
| --------------------------------- | --------------- |
| Listas de Éxitos Australianas     | 2               |
| Listas de Éxitos de Nueva Zelanda | 7               |